# Julio Puyol
Julio Puyol y Alonso (født 15. juni 1865 i León, død 15. juni 1937 i Madrid) var en spansk historiker.
Puyol var uddannet som jurist og der har været tildelt ham flere hverv på det sociale område. Hans videnskabelige forfattervirksomhed falder i to grupper, den ene omfattende en række skrifter om samfundsspørgsmaal, som El arbitraje voluntario, den anden et antal arbejder vedrørende den spanske middelalders og storhedstidens historie og litteratur. Her kan nævnes: El arcipreste de Hita (1906), La crónica popular del Cid (1911), udgaver af Cantar de gesta de don Sancho II de Castilla (1911), af gavtyveromanen La picara Justina (1912) og af Crónicas anónimas de Sahagún (1920). Endvidere udgav han en spansk oversættelse (1917) af Erasmus Roterodamus' Laus stultitiæ. Sammen med Adolfo Bonilla forfattede Puyol den historiske roman La hosteria de Cantillana, der udkom 1902.